# NGC 5456
NGC 5456 este o galaxie seyfert de tip 2⁠(d) situată în constelația Boarul. A fost descoperită în 7 februarie 1862 de către Heinrich Louis d'Arrest.